# Cristoforo Madruzzo
Cristoforo Madruzzo, aussi von Madrutsch, surnommé Tridentinus, (né à Calavino, dans la province autonome de Trente, Trentin-Haut-Adige, alors dans le Saint-Empire, le 5 juillet 1512, et mort à Tivoli le 5 juillet 1578) est un cardinal germano-italien du XVIe siècle. 
Il est l'oncle du cardinal Ludovico Madruzzo (1561) et le grand-oncle du cardinal Carlo Gaudenzio Madruzzo (1604).

## Biographie
Madruzzo est chanoine à Augsbourg et chanoine et doyen du chapitre de Trente, curé titulaire de Tirol (1529), chanoine à Salzbourg (1536) et à Bressanone (1537). Il est élu prince-évêque de Trente en 1539. 
Mgr Madruzzo est créé cardinal in pectore par le pape Paul III lors du consistoire du 2 juin 1542. Sa création est publiée le 7 janvier 1545. Il est élu prince-évêque de Bressanone en 1542. Il est légat du pape au concile de Trente en 1545. Madruzzo est un politicien et un aide fidèle des Habsbourgs. Il fait des missions pour Charles Quint et Ferdinand Ier, notamment à la diète de Ratisbonne. Le roi Philippe II d'Espagne le nomme gouverneur général du duché de Milan en 1555 et il libère la ville des troupes françaises. Cristoforo Madruzzo résigne du gouvernement de Trente en faveur de son neveu Ludovico Madruzzo en 1567. Il est encore légat du pape en Marche ancônitaine et de la province d'Ascoli, gouverneur de Spolète et vice-doyen du Collège des cardinaux. 
Le cardinal Madruzzo participe au conclave de 1549-1550 lors duquel Jules III est élu, aux deux conclaves de 1550 (élection de Marcel II et de Paul IV), au conclave de 1559 (élection de Pie IV), de 1565-1566 (élection de Pie V) et de 1572 (élection de Grégoire XIII).
Il a eu un temps à son service, comme secrétaire, le théologien et ingénieur Iacopo Aconcio.